# Carcino
Carcino (in greco antico Καρκινος, letteralmente "granchio"), è un personaggio della mitologia greca, che viene descritto come un enorme granchio.

## Mitologia
Nel mito, compare durante la lotta di Eracle contro l'idra di Lerna emergendo dalla palude per soccorrere l'idra in combattimento, il carcino pizzicò i piedi di Eracle con le sue chele, ma l'eroe lo schiacciò sotto il tallone.
Per ricompensarlo del suo sacrificio Era lo trasportò in cielo dove divenne la costellazione del Cancro.